# Тима Икономова
Тима Икономова е българска учителка, деятелка на Българското възраждане в Македония.

## Биография
| “ | Днесъ, когато слѣдъ вѣкове страдания и тегло, македонскитѣ българки и българи, благодарение мѫдрата политика на Вашия Августейши съпругъ, Негово Величество Царя, посрѣщаме свободни новата година, спомняме си съ горѣща признателност за денонощнитѣ грижи, които неуморно полага Ваше Величество, като най-блага майка, за облекчение болкитѣ на нашитѣ ранени и заболѣли герои освободители и за подпомагане бѣдните войнишки сѣмейства и сираци. Честь ми е отъ името на Скопското Женско Благотворително дружество „Екатерина А. Симитчиева“ и отъ мое име да честитя на Ваше Величество, нашата върховна Покровителка, Новата година и да поднеса смирено прѣдъ стѫпкитѣ Ви нашитѣ вѣрноподанически благопожелания да Ви дари Богъ съ здраве и животъ, та да се радвате много години на постигнатия успѣхъ – освобождението на Македония и обединението на българския народъ. Прѣдседателка: Т. Икономова | ” |
|   | |   |

Родена е в 1861 година в град Велес, тогава в Османската империя. Завършва Девическото училище в Стара Загора. Първоначално преподава в родния си Велес. След една година Българската екзархия я мести в Скопие. Там за учебната 1880/1881 година в Българското девическо училище се открива I клас и Тима му преподава. В Скопие тя се жени за учителя хаджи Димитър Хаджикочов Икономов. След три години в града двамата заминават да преподават в Прилеп. В учебната 1881/1882 година Тима Икономова е директорка на новооткритотото Прилепско българско девическо класно училище. В Прилеп Димитър Икономов умира и Тима се връща в Скопие като директорка на българското трикласно девическо училище и ръководителка на девическия пансион с помощница Екатерина Симидчиева. След заминаването на Симидчиева за Куманово, тя е заместена от Захария Шумлянска. Работи като учителка в Солунската българска девическа гимназия в 1892/1893 година и от 1896 до 1898 година. Активно участва в женското благотворително движение в Македония.
След смъртта на Симидчиева в 1899 година, на нейно място в Куманово Екзархията мести Тима Икономова, която преподава в този град две години и се връща в Скопие. През Първата световна война, в освободено Скопие Икономова възстановява женското дружество „Екатерина Симидчиева“ и открива и ръководи стопанско училище. Подпредседателка е на Червения кръст в града. Наградена е с орден „За гражданска заслуга“ ІІ степен.
След края на войната емигрира в Свободна България и преподава в Трънско.
След пенсионирането си се установява в София. Деятелка е на читалище „Гоце Делчев и Тодор Александров“.
Умира на 7 септември 1937 година в София.